# Вищі психічні функції
Ви́щі психі́чні фу́нкції (ВПФ) — поняття, запропоноване Л. С. Виготським. Об'єднує форми та види пізнавальних процесів, притаманні саме людині. А саме довільні та опосередковані форми сприйняття, уваги, пам'яті, уяви, мислення і мови (письма).. Ключовою для розуміння поняття ВПФ є робота Виготського «Развитие высших психических функций», написана в 1931 році. Важливу роботу по локалізації ВПФ провів О. Р. Лурія.
Дослідження культурно-історичної школи Л. С. Виготського фокусувалися на механізмах розвитку психіки. Чим же ВПФ відрізняються від елементарних (природних, нижчих)? Відмінність пізнавальних процесів людини Виготський визначав двома словами: довільність та опосередкованість.
 Довільність означає їх усвідомленість, підпорядкованість волі людини.
 Опосередкованість вказує на використання засобів культури (як-то: знакові системи, знаряддя, інструменти) для свідомого вольового контролю та управління відповідними психічними функціями.
Наприклад, механічне запам'ятовування є результатом багаторазового повторення матеріалу без розумової обробки, осмислення (щодо текстів, це називається зубрити). Механічна пам'ять у людини наявна від народження, її формування й розвиток залежить від розвитку мозку, а не від навчання. Подібною здатністю володіють тварини (папуги, циркові тварини), цю форму пам'яти не можна вважати специфічно людською. Натомість, довільна та опосередкована пам'ять характеризується:
- свідомою вольовою установкою на запам'ятовування,
- розумінням змісту того, що слід запам'ятати,
- використанням інтелектуальних «знарядь» (записів, схем, асоціацій).

Для свого часу, поняття в. п. ф. було прогресивним, зокрема тому, що повертало науку до поняття свідомості, яке визначає нашу психіку як специфічно людську. Таким чином, вчення про ВПФ. постало проти біологізаторських напрямків рефлексології, т. зв. «павлівської традиції» та західного бігевіоризму. Хоча Виготський справедливо вважав культурно-історичний підхід розвитком марксистського вчення, в 1932. році почалось адміністративне цькування його школи. До середини 50-х років роботи Виготського замовчувались, а поняття ВПФ розглядається в контексті історії психології.
Вчення про ВПФ знайшло розвиток у теорії діяльності О. М. Леонтьєва та особливо в теорії планомірного поетапного формування розумових дій П. Я. Гальперіна.
Роботи Виготського та його учнів по цій проблемі були значимі для СМД-методології на ранніх етапах її формування.

## Структура, функції, зміст ВПФ
Функції
Будь-яка вища психічна функція забезпечується інтегративною діяльністю всього мозку.
Зміст
ВПФ соціальні за природою, прижиттєві за формуванням, опосередковані за будовою і довільні за способом регуляції.